# 호쿠리쿠도

호쿠리쿠도의 위치

호쿠리쿠도(일본어: 北陸道)는 기나이에서 북쪽으로 혼슈에서 동해에 면한 지역을 말한다.

## 구니 목록
다음 구니가 설치되었다.
- 와카사국(若狭国)
- 에치젠국(越前国)
- 가가국(加賀国)
- 노토국(能登国)
- 엣추국(越中国)
- 에치고국(越後国)
- 사도국(佐渡国)

## 같이 보기
- 호쿠리쿠 지방
- 호쿠리쿠 본선